# Dietmar Schiller
Dietmar Schiller es un deportista de la RDA que compitió en remo. Ganó cuatro medallas en el Campeonato Mundial de Remo entre los años 1979 y 1985.

## Palmarés internacional
| Campeonato Mundial | Campeonato Mundial | Campeonato Mundial | Campeonato Mundial |
| Año                | Lugar              | Medalla            | Prueba             |
| ------------------ | ------------------ | ------------------ | ------------------ |
| 1979               | Bled (Yugoslavia)  | Medalla de oro     | Ocho con timonel   |
| 1981               | Múnich (RFA)       | Medalla de oro     | Cuatro con timonel |
| 1983               | Duisburgo (RFA)    | Medalla de plata   | Cuatro con timonel |
| 1985               | Malinas (Bélgica)  | Medalla de bronce  | Cuatro con timonel |